# Medalha Pierre Chauveau
A   Medalha Pierre Chauveau , instituída em 1951, é uma distinção concedida pela Sociedade Real do Canadá em reconhecimento de uma contribuição excepcional para as ciências humanas, excluindo a literatura e a história do Canadá.
Foi criada em homenagem a Pierre-Joseph-Olivier Chauveau (1820-1890), um orador, escritor, educador e político canadense.
É uma medalha de prata atribuída a um merecedor a cada 2 anos.

## Laureados[1]
- 1952 - Pierre Daviault
- 1953 - B. K. Sandwell
- 1954 - Gérard Morisset
- 1955 - Jean-Marie Gauvreau
- 1956 - Victor Morin
- 1957 - Claude Melançon
- 1959 - Harry Bernard
- 1960 - F. C. A. Jeanneret
- 1961 - Gérard Malchelosse
- 1962 - Maurice Lebel
- 1963 - Arthur Maheux
- 1964 - Léo-Albert Lévesque
- 1965 - Robert Charbonneau
- 1966 - Louis-Philippe Audet
- 1968 - Wilkinson
- 1970 - Northrop Frye
- 1972 - Louis-Edmond Hamelin
- 1974 - Wilfred Cantwell Smith
- 1976 - Edward Togo Salmon
- 1979 - Kathleen Coburn
- 1981 - George Grant
- 1983 - Balachandra Rajan
- 1985 - Erich Von Richthofen
- 1987 - Benoît Lacroix
- 1989 - John Robson
- 1991 - Guy Rocher
- 1993 - Bernard Beugnot
- 1995 - Vaira Vīķe-Freiberga
- 1997 - Jacques Henripin
- 1999 - Michael Millgate
- 2001 - Paul-Hubert Poirier
- 2003 - Gilles Bibeau
- 2005 - Shana Poplack
- 2010 - John Peter Oleson
- 2011 - Robert Ladouceur
- 2013 - James P Carley
- 2015 - Keren Rice